# Poul Hartling
Poul Hartling (/pʰʌʊl hɑɐtˢleŋ/) (14.8.1914 – 30.4.2000), là một chính trị gia Đan Mạch thuộc đảng Venstre, đã từng làm thủ tướng (từ 19.12.1973 tới 13.2.1975), Cao ủy Liên Hợp Quốc về người tị nạn từ năm 1978 tới 1985.

## Cuộc đời và Sự nghiệp
Poul Hartling sinh tại Copenhagen, là con của giáo viên kiêm hiệu trưởng M. R. Hartling, người đã trở thành bộ trưởng bộ Giáo dục Đan Mạch trong chính phủ của thủ tướng Knud Kristensen từ 1945-1947.
Poul Hartling học lớp 5 ở  trường Østrigsgade Skole, nơi cả cha và mẹ đều làm giáo viên. Ông đậu bằng candidatus theologiae (tương đương thạc sĩ thần học) năm 1939 rồi làm mục sư và giáo viên từ năm 1945. Năm 1959, ông làm hiệu trưởng trường sư phạm N. Zahles.
Ông được bầu vào Quốc hội Đan Mạch năm 1957, nhưng bị thất cử trong cuộc bầu cử năm 1960. Năm 1964 ông lại trúng cử vào Quốc hội. Năm 1965, ông làm chủ tịch đảng và truởng nhóm nghị sĩ quốc hội của đảng Venstre thay thế Erik Eriksen. Khi chính phủ của thủ tướng Jens Otto Krag thuộc đảng Dân chủ xã hội ở vào vị trí thiểu số (trong Quốc hội) và phải từ chức năm 1968, thì Hilmar Baunsgaard đứng ra lập chính phủ liên minh giữa 3 đảng Venstre (đảng Tả), Konservative Folkeparti (đảng Nhân dân bảo thủ) và Radikale Venstre (đảng Cánh Tả cấp tiến), và  Hartling làm bộ trưởng bộ giáo dục trong 4 năm.
Sau cuộc bầu cử quốc hội năm 1973, Hartling lập chính phủ thiểu số, dù đảng Venstre của ông bị mất 8 ghế trong quốc hội, chỉ còn 22 ghế (nhưng không có đảng đối lập nào có đủ đa số ghế trong quốc hội). Hartling tổ chức cuộc bầu cử năm 1975 và mặc dù đảng của ông tăng gấp đôi số ghế trong quốc hội, nhưng đảng Dân chủ xã hội nắm nhiều ghế hơn và Anker Jørgensen của đảng này đã lập chính phủ.
Sau thất bại của đảng Venstre trong cuộc bầu cử năm 1977, Poul Hartling rời bỏ chính trường, sau đó trở thành Cao ủy Liên Hợp Quốc về người tị nạn từ năm 1978 tới năm 1985. Ở cương vị này, năm 1981 ông đã thay mặt Tổ chức UNHCR để nhận giải Nobel Hòa bình.
Poul Hartling vẫn hoạt động chính trị tới lúc cao tuổi: Trong thời gian 1987-1989 ông làm trưởng ban cố vấn cho Trung tâm Nhân quyền của Đan Mạch, và từ năm 1990 tới 1995 ông làm chủ tịch Quỹ Dân chủ của Bộ Ngoai giao Đan Mạch.
Ông được thưởng Huân chương Dannebrog (của Đan Mạch) năm 1986.
Poul Hartling được mai táng ở Nghĩa trang Hørsholm.